# كارميلو لايرا
كارميلو لايرا (بالإسبانية: Carmelo Larrea)‏ هو عازف بيانو وملحن وكاتب أغاني إسباني، ولد في 7 يوليو 1908 في Deusto ‏ في إسبانيا، وتوفي في 2 فبراير 1980 في مدريد في إسبانيا بسبب نوبة قلبية.

## وصلات خارجية
- كارميلو لايرا على موقع ميوزك برينز (الإنجليزية)
- كارميلو لايرا على موقع ديسكوغز (الإنجليزية)